# Airampoa
Airampoa Fric è un genere di piante della famiglia delle Cactacee diffuso in Sud America.

## Tassonomia
Comprende le seguenti specie:
- Airampoa corrugata (Salm-Dyck) Doweld
- Airampoa erectoclada (Backeb.) Doweld
- Airampoa soehrensii (Britton & Rose) Lodé
- Airampoa tilcarensis (Backeb.) Doweld